# Вајдхофен на Ибсу
Вајдхофен на Ибсу град је у средишњем делу Аустрији, у покрајини Доња Аустрија где чини засебан градски округ.

## Природне одлике
Град је смештен 70 км јужно од Беча, на месту где река Ибс истиче из алпских долина и дотиче до валовитог подручја подунавске Аустрије. Надморска висина града је око 350 m. Подручје око града је познато као Ибштал.

## Становништво
| 1981.  | 1991.  | 2001.  | 2011.  |
| ------ | ------ | ------ | ------ |
| 11.325 | 11.435 | 11.662 | 11.455 |

По процени из 2016. у граду је живело 11393 становника., а последњих деценија број становника у граду стагнира.

## Галерија
- Поглед на град
- Градско приобаље
- Градска кућа
- Главни трг